# Black Sheep (filme de 2018)
Black Sheep é um documentário americano de 2018 escrito e dirigido de Ed Perkins. Como reconhecimento, foi nomeado ao Óscar 2019 na categoria de Melhor Documentário de Curta-metragem.